# Loranca (Fuenlabrada)
Loranca es un barrio de Fuenlabrada, que se sitúa al noroeste de la ciudad, en la Comunidad de Madrid, España, con algo más de 28000 habitantes. Es un barrio de 12 000 viviendas que tiene como modelo urbanístico la calidad y respeto al medio ambiente y a las personas. Tiene el sobrenombre de "Ciudad Jardín", aunque este es poco conocido. Cuenta con unos 160 000 árboles, uno por cada 14 m². Tiene centro comercial Alcampo y Plaza Día, Junta de Distrito, espacios verdes como El Lago, y centros privados como  el CEIP Madrigal o públicos como el IES Barrio de Loranca.

## Historia

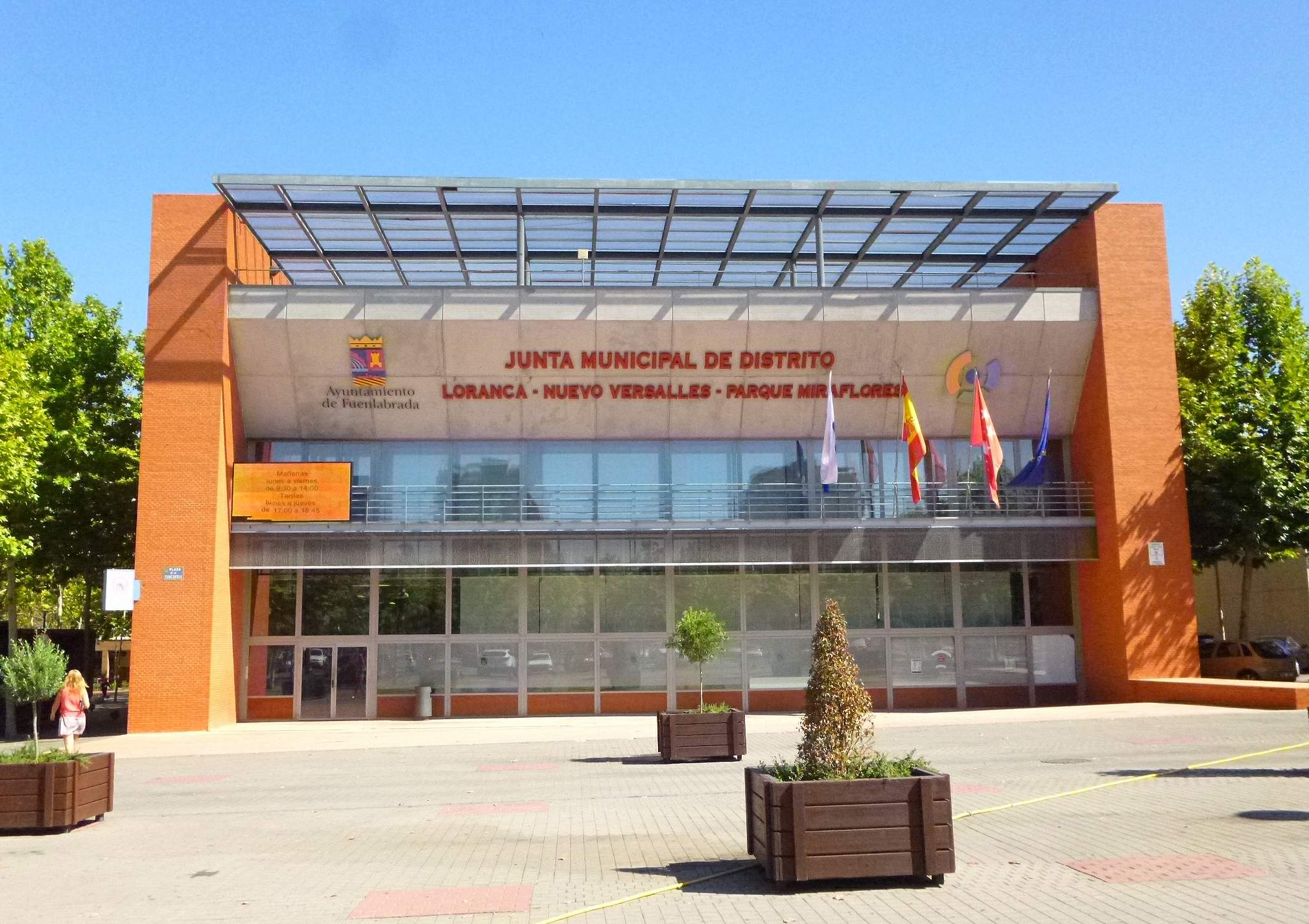
La Junta Municipal de Distrito de Loranca-Nuevo Versalles y Parque Miraflores

Se sabe que la historia del origen de Fuenlabrada viene de las repoblaciones que en el siglo XII hacían los reyes castellanos cuando iban conquistando pueblos y ciudades. De hecho, Fuenlabrada nace de aldeas como la que se conoce actualmente como Loranca (este barrio se creó en el siglo XX) y Fregacedos que luego fueron repobladas con una decena de familias; más tarde, hacia el siglo XIV, tuvieron que desplazarse hasta lo que es hoy el casco viejo de Fuenlabrada por la hostigación de aldeas vecinas que les robaban el agua, el ganado y hasta la comida.

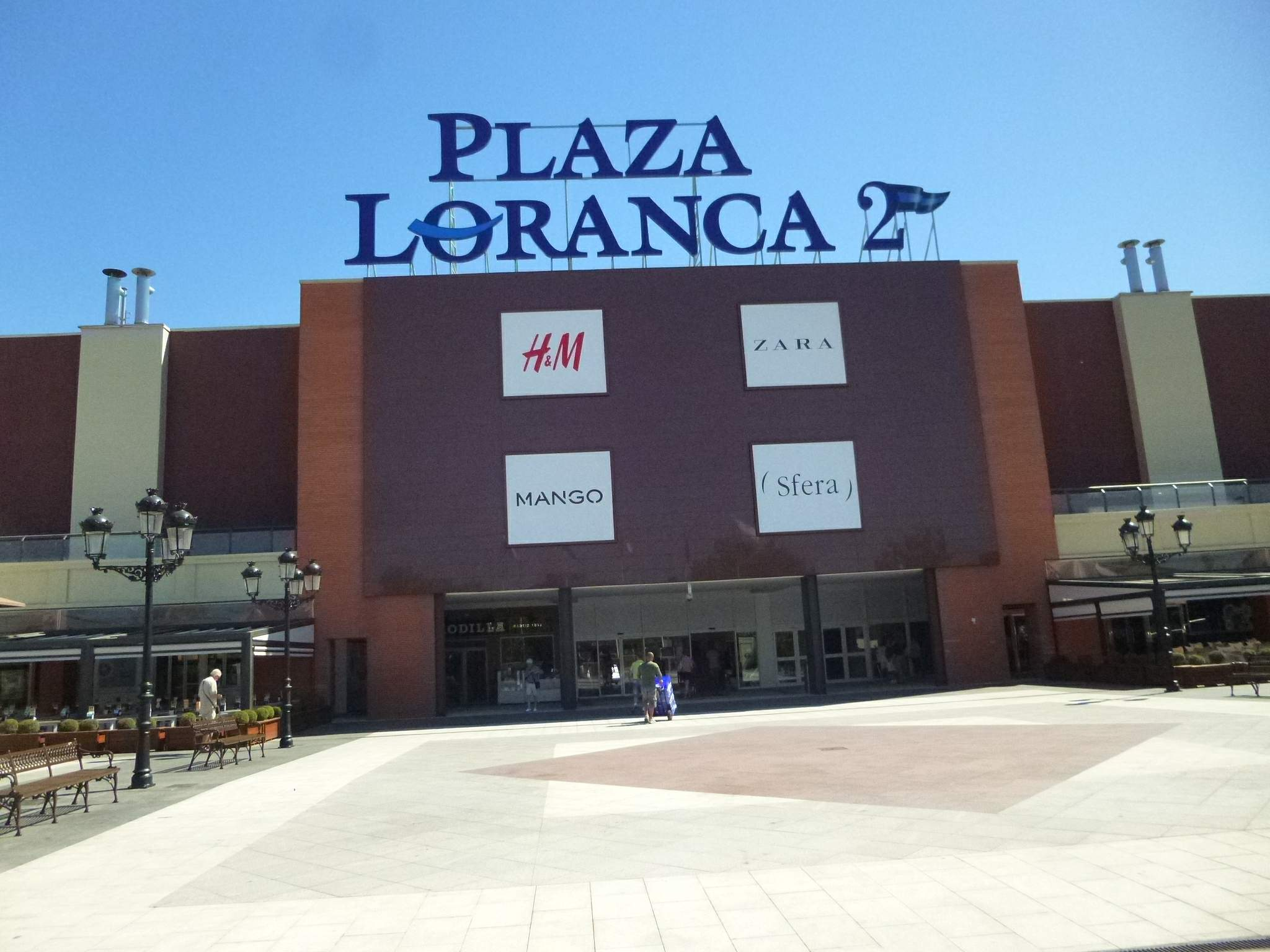
Centro Comercial Plaza Loranca 2, inaugurado en 1998

El nombre de Fuenlabrada, según los documentos históricos del archivo municipal señalan que "al primer capítulo respondieron los dichos Pedro Montero y Juan Holgado vecinos del pueblo escogidos para responder al cuestionario referido anteriormente que este pueblo se dice Fuenlabrada, porque cerca de él, hay una fuente vieja, que está labrada a cal y canto, y que es opinión que la hicieron los moros, y por esta causa se llama el pueblo así."
Los primeros habitantes del lugar acudían a calmar su sed a la fuente de Fregacedos, que estaba situada en lo que se conoce en la actualidad como el barrio de Nuevo Versalles-Loranca.

## Conexiones por carretera
Por Loranca discurren tres carreteras: la M-407, M-506 y la Radial 5.

## Transportes

### Metro
Presta servicio la estación de Loranca, perteneciente a la línea 12 de Metro.

### Autobuses

#### Autobuses urbanos
| Línea | Recorrido                            |
| ----- | ------------------------------------ |
| 1     | Polígono Sevilla - Parque Miraflores |
| 4     | Arroyo - La Fuente – Loranca         |
| 5     | Nocturno                             |

#### Autobuses Interurbanos
| Línea | Recorrido                                              | Empresa             |
| ----- | ------------------------------------------------------ | ------------------- |
| 493   | Madrid (Aluche) – Fuenlabrada (urbanización Loranca)   | Empresa Martín S.A. |
| 526   | Fuenlabrada - Móstoles (estación de FF. CC.)           | Arriva Madrid       |
| 527   | Móstoles (estación de FF. CC.) – Fuenlabrada (Loranca) | Arriva Madrid       |